# Juntos Podemos Más
Juntos Podemos Más (hiszp.) – chilijska koalicja partii politycznych założona w 2003, w jej skład wchodzą Partia Humanistyczna, Komunistyczna Partia Chile i kilka mniejszych lewicowych organizacji.
W wyborach prezydenckich w 2005 roku kandydatem partii został Tomás Hirsch. Otrzymał 5,4% poparcia (375,048 głosów). W wyborach parlamentarnych w tym samym roku koalicja uzyskała 7.38% poparcia i 5,98% do senatu. W wyborach w 2009 roku partia dołączyła do lewicowej koalicji Koalicja Partii na rzecz Demokracji, uzyskała dzięki temu 3 mandaty poselskie (wszyscy trzej posłowie to członkowie Komunistycznej Partii Chile). Natomiast w wyborach prezydenckich w tym samym roku ugrupowanie oficjalnie poparło Jorge Arrate byłego członka Partii Socjalistycznej (uzyskał 6,2%). Partia Humanistyczna natomiast wyłamała się i poparła niezależnego kandydata Marco Enríquez-Ominami.